# Alessandro Giraudo
Alessandro Giraudo (ur. 9 grudnia 1969 w Turynie) – włoski duchowny katolicki, biskup pomocniczy archidiecezji turyńskiej od 2023.

## Życiorys

### Prezbiterat
Święcenia kapłańskie otrzymał 12 czerwca 1993 i został inkardynowany do archidiecezji turyńskiej. Był m.in. wykładowcą turyńskiego Wyższego Instytutu Nauk Religijnych, sędzią sądu biskupiego i pomocniczym wikariuszem sądowym, kanclerzem kurii, dyrektorem archidiecezjalnego archiwum oraz wikariuszem generalnym archidiecezji.

### Episkopat
22 października 2022 papież Franciszek mianował go biskupem pomocniczym archidiecezji Turynu, ze stolicą tytularną Castra Severiana. Sakry udzielił mu 15 stycznia 2023 arcybiskup Roberto Repole.